# Les Deux-Fays
Les Deux-Fays ist eine französische Gemeinde im Département Jura in der Region Bourgogne-Franche-Comté. Sie gehört zum Arrondissement Lons-le-Saunier und zum Kanton Bletterans. 

## Geographie
Die Gemeinde liegt in der Landschaft Bresse. Die Nachbargemeinden sind Biefmorin im Norden, Champrougier im Osten, Foulenay im Süden, La Chassagne im Südwesten Sergenaux im Westen und Sergenon im Nordwesten.

## Geschichte
1249 wurde in Les Deux-Fays das Grammontenser-Priorat Fay (Fayeta) gegründet.

### Bevölkerungsentwicklung

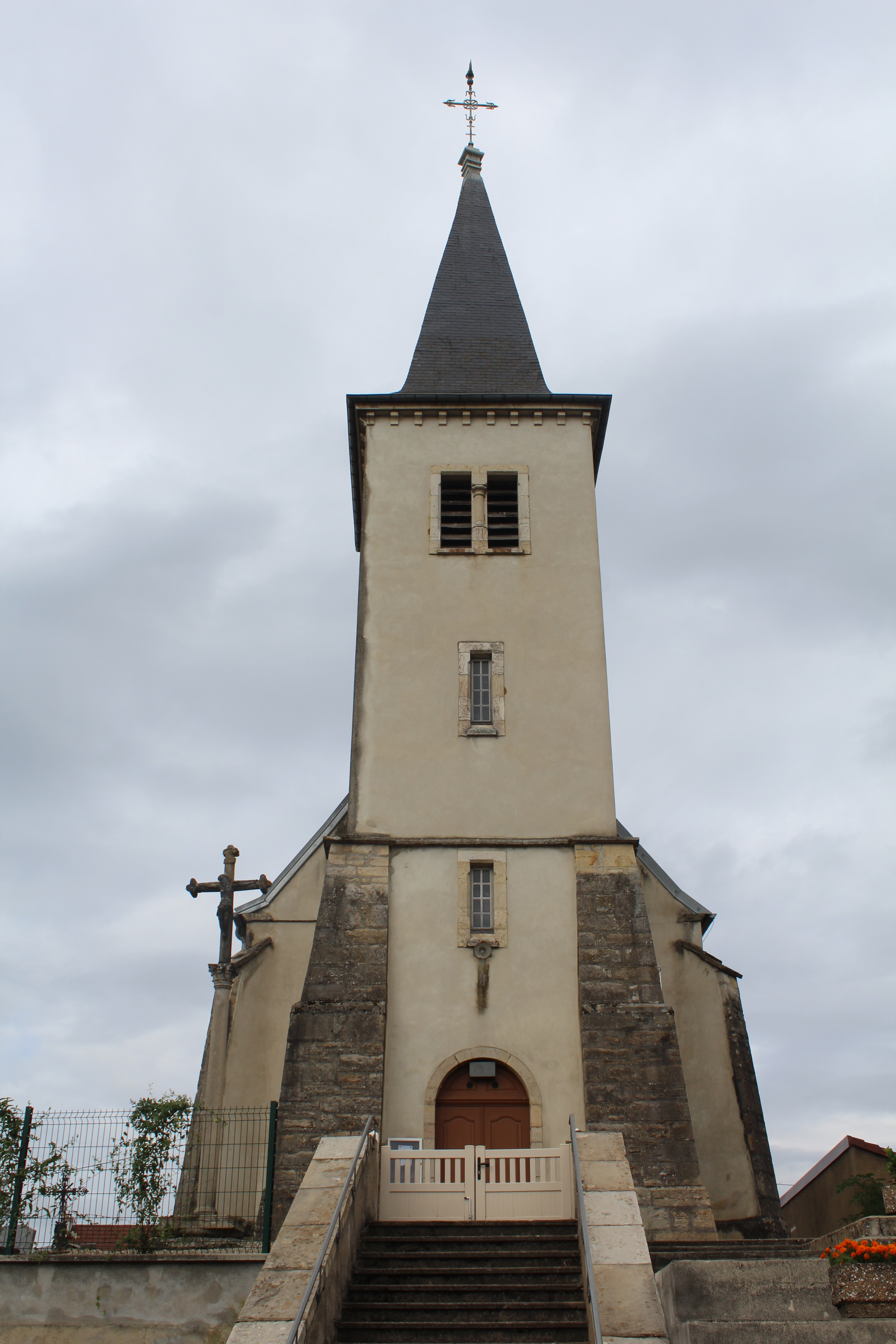
Saint-Vincent

| Jahr                       | 1962 | 1968 | 1975 | 1982 | 1990 | 1999 | 2008 | 2017 |
| -------------------------- | ---- | ---- | ---- | ---- | ---- | ---- | ---- | ---- |
| Einwohner                  | 170  | 175  | 146  | 131  | 125  | 115  | 121  | 106  |
| Quellen: Cassini und INSEE |      |      |      |      |      |      |      |      |